# Paul de Faget
Pour les articles homonymes, voir Faget (homonymie).
Paul de Faget dit l'Abbé de Faget (né vers 1608 à Orthez  - mort le 10 juillet 1688) fut un abbé commendataire et agent général du clergé de France.

## Famille
Paul de Faget est le fils ainé de Jean de Faget, médecin à Orthez en Béarn, reconnu comme seigneur de Mont de Baigts en 1609, et de Marguerite de Lartet, belle-sœur de Jacques de Marca. Orphelin de mère à deux ans il est élevé par sa tante Catherine de Lartet. 

## Prêtrise
Docteur en théologie, ordonné prêtre, il devient curé d'Escurès dès 1637, secrétaire de son cousin Pierre de Marca en 1638 il reçoit la prébende de Saint-Polycarpe de Tarbes et la commende de Bonloc en 1660. Nommé prieur de Saint-Étienne de Launac et de l'église Sainte-Foy de Morlaàs en 1646, prêtre à Barcelone l'année suivante vicaire général de Couserans en 1650 et enfin de l'archevêché de Toulouse en 1651.

## Une élection contestée
L'Assemblée provinciale se réunit le 18 janvier 1660 afin de désigner l'agent général du clergé de France qui sera présenté par la province ecclésiastique de Toulouse
L'archevêque de Toulouse Pierre de Marca veut assurer la promotion de son cousin germain Paul de Faget à cette fonction qui débouche traditionnellement sur une nomination épiscopale. Proche de Mazarin dont il sait avoir l'appui, il pense également convaincre l'ensemble du clergé de sa province dont Pierre III de Bertier ,évêque de Montauban, qui appartient à une ancienne et influente famille noble de magistrats de Toulouse. Ce dernier tente de marchander son soutien et d'obtenir la nomination comme « Député du premier ordre à l'Assemblée générale du clergé » de François de Caulet, évêque de Pamiers, alors que le ministre Jules Mazarin avait choisi Jean-Vincent de Tulles, évêque de Lavaur. 
L'archevêque de Toulouse, les évêques de Lavaur, de Saint-Papoul et le vicaire général de Mirepoix ainsi que les représentants issus de leurs diocèses nomment l'abbé Paul de Faget. Toutefois, malgré des promesses antérieures, les évêques de Montauban, de Pamiers, les vicaires généraux de Rieux et Lombez ainsi que le clergé de leurs diocèses se prononcent le 24 janvier pour Jean Louis de Murviel (né en 1617 le 25 septembre 1705), chanoine de Montauban et abbé de Saint-Jacques de Béziers depuis le 30 septembre 1633 à la suite de la cession de l'abbaye, contre une rente viagère, de son oncle Anne Carrion de Murviel  († 1652), prédécesseur de Bertier sur le siège de Montauban et lui-même abbé de Saint-Jacques de Béziers depuis 1606.
Par une missive du 1er février, Mazarin tente de régler le conflit né de cette double élection qui ne sera réglé qu'après une lettre du roi Louis XIV adressée de Saint-Jean-de-Luz, le 10 mai 1660, à l'archevêque de Rouen, président de l'Assemblée générale du clergé de France, afin de lui faire connaître « ses volontés sans détour » en faveur de l'abbé de Paget ce qui ne manque pas d'émouvoir les députés du Clergé réticents à  être « contraints dans leurs choix ». L'Assemblée désigne alors les évêques de Chartres et de Bazas ainsi que les abbés de Béthune et Tetu afin d'arbitrer le conflit. Finalement, le 11 octobre 1660, la province ecclésiastique de Rouen nomme comme Agent général du clergé de France l'abbé Michel Colbert de Saint-Pouange et le 12 octobre l'abbé Paul de Faget est lui aussi désigné Agent général du clergé selon la volonté royale et il est fait « défense à l'abbé de Murviel de le troubler à présent et à venir » . 
Paul de Faget comme agent général du clergé de France est le corédacteur du compte rendu de l'Assemblée générale du clergé de Pontoise poursuivie à Paris en 1665/1666. Il devient ensuite en 1668 le biographe et l'éditeur des œuvres historiques de son parent et bienfaiteur Pierre de Marca. Aux dires des témoignages contemporains la valeur des deux candidats est médiocre et ils n'accèdent jamais ni l'un ni l'autre à l'épiscopat.

## Source
- Réné Toujas Les péripéties de l'élection d'Agent du Clergé par la Province de Toulouse en 1660 Actes du 94e Congrès national des sociétés savantes 094; Pau [1969).
- Alfred Maury, Les Assemblées du clergé en France sous l’ancienne monarchie, t. 3e période, tome 31, Paris, 1879 (lire sur Wikisource), -